# سیارک ۴۹۲۲
سیارک ۴۹۲۲ (به انگلیسی: 4922 Leshin، نامگذاری:1981EH4) چهار هزار و نهصد و بیست و دومین سیارک کشف شده‌است که در ۲ مارس ۱۹۸۱ کشف شد.
قدر مطلق سیارک برابر ۱۴٫۰۰ است.